# Ehenbichl
Ehenbichl este un oraș în Austria.